# Michel Callon
Michel Callon, enginyer i sociòleg francès, és professor de sociologia a l'Ecole des mines de Paris. Nascut en 1945, es graduà en enginyeria el 1967 en el mateix centre i immediatament entrà com a investigador en el Centre de Sociologie de l'Innovation creat per Pierre Laffitte el qual dirigiria durant dotze anys, des de 1982 fins al 1994. En 1992 fou invitat a passar un any a l'Institute for Advenced Study of Princeton per a portar a terme investigacions sobre ciència, tecnologia i societat.¹ Entre 1998 i 1999 fou President de la Society for Social Studies of Science. És considerat com un dels fundadors, juntament amb Bruno Latour i John Law, del que es coneix com a Teoria de l'Actor-Xarxa, desenvolupada durant els anys 80. Actualment, és un dels autors més influents en aquest camp amb l'autoria i coautoria de més d'una desena de llibres i més de cent articles que tracten una àmplia gama de qüestions relatives a les interrelacions entre ciència, tecnologia i societat: Antropologia de la ciència i la tecnologia; Socioeconomia de la innovació; La ciència, la tecnologia i la democràcia; Cienciometria i mètodes quantitatius; Antropologia dels mercats; Sociologia de la medicina i la salut.²
1 Dron, Michel; de Latre-Gasquet, Marie. (ed.) Politiques d'aide et recherche agricole: Bilan et perspectives. Inra, Cirad. París. 2001. Pàg. 225
2 Vist a la web de Centre de Sociologie de l'Innovation a http://www.csi.mines-paristech.fr/en/people/honorary-members/michel-callon/ el 17/05/2016

## Obra
Michel Callon i Bruno Latour formen el Grup de París dintre del camp de la sociologia de la ciència. Conjuntament, actuant dintre del Centre de Sociologia de la Innovació (CSI) desenvoluparen un nou marc d'anàlisi sobre la ciència i la tecnologia a partir de la reflexió i la crítica de la sociologia de la ciència convencional i les seves investigacions empíriques. En 1982 apareix "la ciència tal com es fa, antologia de la sociologia de ciències en llengua anglesa" on els autors analitzen la producció dels fets científics en disciplines d'alta reputació i és acceptat com un proposta original i interessant. De totes maneres, en aquest es veuen les influències de Michel Serres (de qui adopten el terme traducció) i del Programa Fort iniciat per David Bloor en la dècada anterior.3
Callon revisaria el principi de simetria presentat per Bloor (Callon 1986:176-177) i proposà una forma comuna per a interpretar el caràcter incert de la natura i de la societat que anomenaria "principi de simetria generalitzada". Alhora, adoptaria igualment el concepte de traducció i que passaria a formar part central de la seva teoria. Els actors, tant humans com no humans, treballen constantment per a traduir els seus llenguatges, problemes, identitat i interessos amb els dels altres. Un procés en el qual el món es construeix i es desconstrueix. El mateix 1986 es presenta el terme actor-xarxa con un terme que assenyala un objecte científico-tècnic és el resultat d'una mescla d'entitats humanes i naturals però que actuen socialment amb les característiques d'un actor situat entre dinàmiques socials i lleis naturals. Així, Callon afirmaria que qualsevol element del sistema pot representar un paper primordial en el mateix comportament del conjunt.4
Una altra aportació dels nous estudis de ciència i tècnica s'evidenciaria amb l'aplicació amb estudis empírics. La suposada correspondència entre enunciats i món, entre discursos i realitat destacava la interpretació dels resultats com a naturalesa dels científics, però Callon i Latour proposarien concebre el enunciats (observacionals o teòrics) com a part de les cadenes de traducció.

3 Arellano Hernández, Antonio. La sociología de las ciencias y de las técnicas de Bruno Latour y Michel Callon. a Cuadernos digitales: publicación electrónica en historia, archivística y estudios sociales. Vol. 8 nº 23. Universidad de Costa Rica. 2003. Pàg. 3
4 Arellano Hernández, Antonio. La sociología de las ciencias y de las técnicas de Bruno Latour y Michel Callon... Pàg. 5

## Teoria de l'Actor-Xarxa
La Teoria de l'Actor-Xarxa (en anglès Actor-Network-Theory, ANT), coneguda també com a Sociologia Simètrica o Sociologia de la Traducció, és un esquema conceptual amb un conjunt de principis metodològics, epistèmics i treballs de camps dintre dels estudis de CTS per a analitzar la forma en que s'estructuren les relacions de poder entre ciència i tecnologia. La Teoria de l'Actor-Xarxa és una teoria no essencialista on les distincions com subjecte/objecte, cultura/naturalesa, societat/tecnologia; deixen de ser categories apriorístiques.⁵ D'aquí que plantegi la dissolució de les fronteres tradicionals entre allò social i allò natural i enfoqui l'anàlisi de la "tecnociència" com una xarxa d'interaccions simultàniament pràctiques i significatives on hi ha una lluita de poders entre agents humans i no humans. Això suposa que s'adopti el mateix estatus als dos agents basant-se en el concepte que la societat no explica millor que la naturalesa l'origen i la forma que adquireix el coneixement científic (Sociologia Simètrica).⁶ I encara que en el seu origen, els seus estudis se centraren en la construcció dels fets que els científics establien en els laboratoris, posteriorment s'expandiria a tota activitat pública i privada. "Su aspiración es mostrar que cualquier diferencia entre el conocimiento científico y cualquier otra forma de conocimiento tiene su origen en la escala y la disciplina con que se ejecutan las prácticas ordinarias y mundanas del conocimiento cotidiano; y, aún más, nada particularmente, diferente a lo que acontece en la vida corriente es lo que ocurre dentro del laboratorio, contemplado éste tradicionalmente como espacio reservado al trabajo científico."7
L'actor-xarxa és concebut com un objecte híbrid que és alhora natural, social i discursiu, un acoblament de diferents elements en el qual són més importants la força de les seves associacions o relacions que la naturalesa dels seus components. Conseqüentment, aquestes xarxes es componen d'una sèrie d'elements heterogenis vinculats entre si durant un període i estan formades per agents humans i no humans. A resultes, per a entendre un fet científic és necessari comprendre tots els processos que actuen sobre aquest: pràctiques socials, culturals, simbòliques, econòmiques, polítiques...8 sent l'extensió, les relacions i l'activitat de la xarxa que el compon i seria el que s'anomena Sociologia de la Traducció (Callon, 1986).
La Teoria de l'Actor-Xarxa, dintre del construccionisme social, ha esdevingut una ferramenta conceptual i heurístic que permet tractar i organitzar la informació empírica així com analitzar les xarxes implicades en el desenvolupament de les tecnologies, de com els diversos actants (terme que engloba humans, animals, objectes i conceptes) que conformen aquestes xarxes negocien a partir dels interessos que els mouen i que el comportaran com a fet científic.⁹
5 Alcíbar, Miguel. Comunicar la ciencia. La clonación como debate periodístico. Consejo Superior de Investigaciones Científicas. Madrid. 2007. Pàg. 75
6 Domènech, Miquel; Tirado, Francisco Javier. (comps.) Sociología simétrica. Ensayos sobre ciencia, tecnologia y sociedad. Gedisa Editorial. Barcelona. 1998. Pàg. 333
7 Domènech, Miquel; Tirado, Francisco Javier. (comps.) Sociología simétrica... Pàg. 335
8 Domènech, Miquel; Tirado, Francisco Javier. Teoria de l'actor-xarxa. Una aproximació simètrica a les relacions entre ciència, tecnologia i societat. Universitat Oberta de Catalunya. Barcelona. 2016. Pàg. 11
9 Díaz Moreno, Naira, C. Determinación de una controversia sociocientífica a nivel local: El caso del agua como recurso natural en la prensa almeriense. Universidad de Almería. Almería. 2013. Pàg. 175

## Llibres publicats*
- Callon, M.; Akrich M.; Dubuisson-Quellier, S.; GrandClement, C.; Hennion, A.; Latour, B.; Mallard, A.; Méadel, C.;, Muniesa, F.; Rabeharisoa, V. Sociologie des agencements marchands. Textes choisis. Paris. Presses des Mines. 2013.
- Callon M.; Lascoumes, P.; Barthe, Y. Acting in an Uncertain World. An Essay on Technical Democracy. MIT Press. 2009.
- Akdrich, M.; Callon, M.; Latour, B. Sociologie de la traduction. Textes fondateurs. Paris, Presses des Mines de Paris. 2006.
- Callon, M.; Lascoumes, P.; Barthe, Y. Agir dans un monde incertain. Essai sur la démocratie technique. Paris. Le Seuil. 2001.
- Callon, M.; Rabeharisoa, V. Le pouvoir des malades. L'Association française contre les myopathies et la Recherche. Paris. Presses de l'Ecole des Mines. 1999.
- Callon, M.; Courtial, J.; Penan, H. Cienciometria. El estudio cuantitativo de la actividad cientifica: de la bibliometria a la vigilancia tecnologica. Gijon. Trea. 1995.
- Callon, M.; Larédo, P.; Mustar, P. La Gestion stratégique de la recherche et de la technologie. Paris. Economica. 1995.
- Callon, M.; Courtial, J.; Penan, H. La scientométrie. Paris. PUF. 1993
- Callon, M.; Larédo, P. L'impact des programmes communautaires de recherche sur le tissu scientifique et technique français. Paris. La Documentation française. 1990
- Callon, M.; Larédo, P.; Mauguin, P.; Vinck, D. L'évaluation des programmes publics de recherche. Le cas du programme communautaire Energies Non-Nucléaires. Namur. Presses universitaires. 1989
- Callon, M. La science et ses résseaux. Paris. La Découverte. 1989.
- Callon, M.; Latour, B.; Arvanitis, R. L'évaluation des politiques publiques de la recherche. Paris. La Documentation Française. 1986.

* Vist a http://www.csi.mines-paristech.fr/en/home/publications/ el 22/05/15